# Теория Большого взрыва (сезон 1)
Первый сезон американского ситкома «Теория Большого взрыва», премьера которого состоялась на канале CBS 24 сентября 2007 года, а заключительная серия вышла 19 мая 2008 года, состоит из 17 эпизодов. 

## В ролях

### Основной состав
- Джонни Галэки — Леонард Хофстедтер
- Джим Парсонс — Шелдон Купер
- Кейли Куоко — Пенни
- Саймон Хелберг — Говард Воловиц
- Кунал Найяр — Раджеш Кутраппали

| - Брайан Уэйд — Курт - Верни Уотсон — Алтеа - Сара Гилберт — Лесли Уинкл - Лори Меткалф — Мэри Купер - Марк Харелик — Эрик Гейблхаузер - Кэрол Энн Сьюзи — Миссис Воловитц - Брайан Джордж — В. М. Кутраппали - Элис Эмтер — Миссис Кутраппали | - Брук Д’Орсей — Кристи - Джеймс Хонг — Чен - Сарайю Рао — Лалита Гупта - Ди Джей Куоллс — Тоби Лубенфельд - Остин Ли — Деннис Ким - Эндрю Уолкер — Майк - Кортни Хенггелер — Мисси Купер |

## Эпизоды
| № общий | № в сезоне | Название                                                              | Режиссёр        | Автор сценария                                                                      | Дата премьеры    | Произв. код | Зрители в США (млн) |
| --- | ---------- | --------------------------------------------------------------------- | --------------- | ----------------------------------------------------------------------------------- | ---------------- | ----------- | ------------------- |
| 1 | 1          | «Пилот» «Pilot»                                                       | Джеймс Берроуз  | Чак Лорри и Билл Прэди                                                              | 24 сентября 2007 | 276023      | 9.52                |
| Пенни въехала в свою квартиру и познакомилась с Шелдоном и Леонардом, а также с Говардом и Раджем. |            |                                                                       |                 |                                                                                     |                  |             |                     |
| 2 | 2          | «Теория квартирного хаоса» «The Big Bran Hypothesis»                  | Марк Сендроуски | Сюжет : Чак Лорри и Билл Прэди Телесценарий : Роберт Коэн и Дэйв Гоетч              | 1 октября 2007   | 3T6601      | 8.58                |
| Пенни просит Леонарда и Шелдона помочь ей - забрать её новый шкаф и поднять его к ней в квартиру. Когда Шелдон увидел бардак в квартире новой соседки, он не сдержался и в силу своей любви к порядку решил там прибраться. Понравится ли Пенни такое вмешательство?      |            |                                                                       |                 |                                                                                     |                  |             |                     |
| 3 | 3          | «Фактор возбуждения — ноль» «The Fuzzy Boots Corollary»               | Марк Сендроуски | Сюжет : Чак Лорри Телесценарий : Билл Прэди и Стивен Моларо                         | 8 октября 2007   | 3T6602      | 8.36                |
| У Пенни появился новый парень, что вдохновило влюбленного в неё Леонарда пойти на свидание, однако с его коллегой Лесли Винкл у него ничего не выходит. Леонард впадает в депрессию...                                                                                    |            |                                                                       |                 |                                                                                     |                  |             |                     |
| 4 | 4          | «Эффект светящейся рыбки» «The Luminous Fish Effect»                  | Марк Сендроуски | Сюжет : Чак Лорри и Билл Прэди Телесценарий : Дэвид Литт и Ли Аронсон               | 15 октября 2007  | 3T6603      | 8.15                |
| Благодаря своей привычке обо всем высказывать своё мнение, не выбирая выражений, Шелдон теряет работу. Гениальный физик ежедневно находит все новые и новые занятия, перерастающие в мании, беспокоя и раздражая своих друзей. Леонард вызывает тяжелую артиллерию...     |            |                                                                       |                 |                                                                                     |                  |             |                     |
| 5 | 5          | «Постулат гамбургера» «The Hamburger Postulate»                       | Эндрю Д. Вейман | Сюжет : Дженнифер Гликман Телесценарий : Дэйв Гоетч и Стивен Моларо                 | 22 октября 2007  | 3T6604      | 8.81                |
| В квартире Леонарда и Шелдона стал репетировать оркестр, что кончается сексом между виолончелистом Леонардом и скрипачкой Лесли. Леонард пытается завязать с ней отношения, но получится ли у него?                                                                       |            |                                                                       |                 |                                                                                     |                  |             |                     |
| 6 | 6          | «Парадигма Средиземья» «The Middle-Earth Paradigm»                    | Марк Сендроуски | Сюжет : Дэйв Гоетч Телесценарий : Дэвид Литт и Роберт Коэн                          | 29 октября 2007  | 3T6605      | 8.92                |
| У Пенни хеллоуин-вечеринка. Леонард-Фродо спорит с Куртом, бывшим бойфрендом Пенни, Шелдон-Эффект Доплера загадывает всем загадку: кто он? Говард-Робин Гуд пытается с кем-нибудь замутить, а у Раджа-Тора, кажется, был секс?                                            |            |                                                                       |                 |                                                                                     |                  |             |                     |
| 7 | 7          | «Парадокс коротышки» «The Dumpling Paradox»                           | Марк Сендроуски | Сюжет : Чак Лорри и Билл Прэди Телесценарий : Ли Аронсон и Дженнифер Гликман        | 5 ноября 2007    | 3T6606      | 9.68                |
| У Леонарда, Шелдона, Говарда и Раджа наступила ночь Halo, но их планы нарушает Пенни, к которой в гости приехала давняя подружка. Сексапильная блондинка полностью завладевает вниманием Говарда...                                                                       |            |                                                                       |                 |                                                                                     |                  |             |                     |
| 8 | 8          | «Эксперимент с Кузнечиком» «The Grasshopper Experiment»               | Тед Уасс        | Сюжет : Дэйв Гоетч и Стивен Моларо Телесценарий : Ли Аронсон и Роберт Коэн          | 12 ноября 2007   | 3T6607      | 9.32                |
| Наконец-то в Нью-Дели провели широкополосный Интернет, и Радж без проблем может общаться с родителями. Но они тут же влезают в его жизнь и навязывают ему невесту. Как же Радж пойдет на первое свидание, если он не может разговаривать с женщинами?                     |            |                                                                       |                 |                                                                                     |                  |             |                     |
| 9 | 9          | «Поляризация Купера-Хофстедтера» «The Cooper Hofstadter Polarization» | Джоэль Мюррей   | Сюжет : Билл Прэди и Стивен Энгел Телесценарий : Чак Лорри, Ли Аронсон и Дэйв Гоетч | 17 марта 2008    | 3T6608      | 9.11                |
| Леонарда и Шелдона приглашают на семинар представить их совместную работу, но Шелдон считает ниже своего достоинства «распинаться перед низшими умами». Леонард намерен представить доклад несмотря на все выходки друга.                                                 |            |                                                                       |                 |                                                                                     |                  |             |                     |
| 10 | 10         | «Совокупность лжи» «The Loobenfeld Decay»                             | Марк Сендроуски | Сюжет : Чак Лорри Телесценарий : Билл Прэди и Ли Аронсон                            | 24 марта 2008    | 3T6609      | 8.63                |
| Пенни пригласили в мюзикл, и она в свою очередь приглашает Леонарда и Шелдона посмотреть на выступление, но парни учли отсутствие у неё слуха, и Леонард быстро придумал причину отказаться. Шелдона причина не устроила, и он решил придумать что-нибудь правдоподобнее… |            |                                                                       |                 |                                                                                     |                  |             |                     |
| 11 | 11         | «Несносный больной» «The Pancake Batter Anomaly»                      | Марк Сендроуски | Сюжет : Чак Лорри и Ли Аронсон Телесценарий : Билл Прэди и Стивен Энгел             | 31 марта 2008    | 3T6610      | 8.68                |
| Пенни, погостив у родителей, привезла с собой простуду, и, несмотря на все старания Шелдона, он заболел. Леонард, Радж и Говард, наученные горьким опытом, быстро нашли себе занятие, и ухаживать за капризным раздражительным Шелдоном приходится все той же Пенни...    |            |                                                                       |                 |                                                                                     |                  |             |                     |
| 12 | 12         | «Умный и ещё умнее» «The Jerusalem Duality»                           | Марк Сендроуски | Сюжет : Дженнифер Гликман и Стивен Энгел Телесценарий : Дэйв Гоетч и Стивен Моларо  | 14 апреля 2008   | 3T6611      | 7.69                |
| В институт, где работают Шелдон и Леонард, пришёл 15-летний вундеркинд. Шелдон сразу почувствовал себя неполноценным и незначимым. Он забросил работу и начал действовать друзьям на нервы…                                                                               |            |                                                                       |                 |                                                                                     |                  |             |                     |
| 13 | 13         | «Турнир по физике» «The Bat Jar Conjecture»                           | Марк Сендроуски | Сюжет : Стивен Энгел и Дженнифер Гликман Телесценарий : Билл Прэди и Роберт Коэн    | 21 апреля 2008   | 3T6612      | 7.51                |
| Разыгрывается кубок по физике. Накануне Шелдон и Леонард поссорились, и теперь каждый создаст свою команду. Кто же выиграет? |            |                                                                       |                 |                                                                                     |                  |             |                     |
| 14 | 14         | «Машина времени» «The Nerdvana Annihilation»                          | Марк Сендроуски | Сюжет : Билл Прэди Телесценарий : Стивен Энгел и Стивен Моларо                      | 28 апреля 2008   | 3T6613      | 8.07                |
| Леонард покупает машину времени через Интернет, а Пенни, которой покупка причиняет массу неудобств, говорит ребятам правду об их увлечении игрушками и комиксами. Сможет ли Леонард достойно это перенести?                                                               |            |                                                                       |                 |                                                                                     |                  |             |                     |
| 15 | 15         | «Шелдон 2.0» «The Pork Chop Indeterminacy»                            | Марк Сендроуски | Сюжет : Чак Лорри Телесценарий : Ли Аронсон и Билл Прэди                            | 5 мая 2008       | 3T6614      | 7.38                |
| К Шелдону приезжает его очаровательная сестра-двойняшка, и его друзья пытаются за ней приударить. Но Шелдон выступает с собственным оригинальным мнением о партнёре для сестры...                                                                                         |            |                                                                       |                 |                                                                                     |                  |             |                     |
| 16 | 16         | «Сюрприз для Леонарда» «The Peanut Reaction»                          | Марк Сендроуски | Сюжет : Билл Прэди и Ли Аронсон Телесценарий : Дэйв Гоетч и Стивен Моларо           | 12 мая 2008      | 3T6615      | 7.79                |
| Выясняется, что скоро у Леонарда день рождения и он ни разу не отмечал его как надо. Вся компания пытается закатить вечеринку в его честь. |            |                                                                       |                 |                                                                                     |                  |             |                     |
| 17 | 17         | «Кот Шрёдингера» «The Tangerine Factor»                               | Марк Сендроуски | Сюжет : Чак Лорри и Билл Прэди Телесценарий : Ли Аронсон и Стивен Моларо            | 19 мая 2008      | 3T6616      | 7.34                |
| Говард пытается научить Шелдона китайскому языку, а Леонард пользуется тем, что Пенни разошлась со своим парнем, и делает попытки привлечь её внимание к себе как к потенциальному парню. Пойдет ли Пенни с ним на свидание?                                              |            |                                                                       |                 |                                                                                     |                  |             |                     |

## Отзывы критиков
Сериал «Теория Большого взрыва» получил смешанные отзывы. На сайте-агрегаторе Rotten Tomatoes первый сезон держит 55% «свежести» на основе 22 отзывов критиков. На Metacritic он получил 57 баллов из ста на основе 23 «смешанных и средних» отзывов.